# Megacorma
Megacorma é um gênero de mariposa pertencente à família Bombycidae.